# Eric Eycke
Eric Eycke (ur. 22 lutego 1962, zm. 22 września 2017) – amerykański wokalista, członek zespołu Corrosion of Conformity.

## Życiorys
W latach 1983–1984 był wokalistą zespołu punk rockowego i heavymetalowego Corrosion of Conformity, z którym zarejestrował kilka materiałów demo (Why Are We Here? czy Demo '84), a w 1984 debiutancki album grupy Eye for an Eye po którego premierze został usunięty ze składu. W 1992 ukazała się nakładem francuskiej wytwórni Anti Core zmiksowany minialbum zawierający materiał demo Corrosion of Conformity zarejestrowane z Erickiem na wokalu, pt. Mad World. W 2011 – Eric Eycke wystąpił wspólnie z zespołem w klubie "Cat's Cradle" w Carrboro, wykonując utwór Poison Planet.